# Kahului Airport
Kahului Airport ligt in Kahului op het eiland Maui in de Amerikaanse staat Hawaï. In 2010 bediende het vliegveld 5.346.694 passagiers. De verbinding van Kahului naar Honolulu International Airport is een van de drukste van de Verenigde Staten. 
De code van het vliegveld (OGG) is genoemd naar luchtvaartpionier Bertram J. Hogg die van de jaren 1930 tot de jaren 1960 voor Hawaiian Airlines werkte.

## Geschiedenis
Kahului Airport werd in 1948 opengesteld voor de burgerluchtvaart. Daarvoor was het een vliegveld van de US Navy; vanaf 1938 landden commerciële vluchten op Maui Airport bij Puunene, die in 1955 gesloten werd. 